# بيسيستراتوس
بيسيستراتوس (باليونانية:Πεισίστρατος) (بلاتينية:Pisistratus) ، توفي عام 528 قبل الميلاد، هو ابن أبقراط، كان حاكم أثينا القديمة خلال الفترة ما بين 561 و 527 قبل الميلاد. ارثه يكمن بالدرجة الأولى في تؤسسه لمهرجان عموم أثينا.